# فيليب جون لي
فيليب جون لي (بالإنجليزية: Philip John Lee)‏ هو موسيقي بريطاني، ولد في 6 مايو 1945، وتوفي في 6 مارس 2010 في لندن في المملكة المتحدة.